# Falklandoperla
Falklandoperla is een geslacht van steenvliegen uit de familie Gripopterygidae. De wetenschappelijke naam van het geslacht is voor het eerst geldig gepubliceerd in 2001 door McLellan.

## Soorten
Falklandoperla omvat de volgende soorten:
- Falklandoperla kelper McLellan, 2001